# Раян Гаррісон
Раян Гаррісон (англ. Ryan Harrison) — американський тенісист, чемпіон Ролан-Гарросу у парній грі. 
Гаррісон виграв Відкритий чемпіонат Франції 2017 року в парі з новозеландцем Майклом Вінусом.

## Значні фінали

### Фінали турнірів Великого шолома

#### Парний розряд: 1 (1-0)
| Результат | Рік  | Турнір      | Поверхня | Партнер     | Супротивники                 | Рахунок                 |
| --------- | ---- | ----------- | -------- | ----------- | ---------------------------- | ----------------------- |
| Перемога  | 2017 | French Open | Ґрунт    | Майкл Вінус | Сантьяго Гонсалес Доналд Янг | 7–6(7–5), 6–7(4–7), 6–3 |